# 安德烈·拉里科夫
安德烈·维塔利耶维奇·拉里科夫（俄语：Андрей Витальевич Ларьков，1989年11月25日—）生于泽列诺多尔斯克，是一名俄罗斯男子越野滑雪运动员。他是在家乡的一家青年体育学校开始练习越野滑雪的，拉里科夫受父亲影响对越野滑雪感兴趣，他先前进入了一所音乐学校，在空闲时他便去参加滑雪运动，后来他放弃音乐，选择了滑雪。他开始正式练习越野滑雪时已经15岁，相对于其他运动员来说较晚。2008年，他参加了首个国际比赛。2011年2月，他在雷宾斯克完成了个人的世界杯分站赛首秀。